# نعلول
نُعْلُول (الاسم العلمي Otiorhynchus)، جنس حشرات رابلة من فصيلة السوسية الحقيقية. أنواعه عديدة (أكثر من 1500 )، أعطانها العالم. أجسامها صغيرة القد. رؤوسها وأمتاكها مستطيلة. قرونها الاستشعارية مكوّعة منفرجة الزوايا تنشب في مقدمة المتاك. أغمادها صلبة. سيقانها مسننة. أرساغها رباعية. أثوابها ترواح من الحنطي إلى الأسود. قشارها دقيق السهف والهلب تعلوه أخاديد وتزاويق مختلفة. جميعها تسرح في الليل وترقد في النهار. يرقاتها تعيش في التربة على المواد العضوية ومنها تقضم الجذور كما هو الحال في نعلول السكع.